# تازوم الدین
تازوم الدین (به لاتین: Tazumuddin) یک منطقهٔ مسکونی در بنگلادش است که در ناحیه بهولا واقع شده‌است. تازوم الدین ۵۱۲٫۹۲ کیلومتر مربع مساحت و ۱۱۶٬۸۲۲ نفر جمعیت دارد.